# Алваязери
Алвая́зери (порт. Alvaiázere; [aɫvɐi'azɨɾɨ]) — посёлок городского типа в Португалии, центр одноимённого муниципалитета в составе округа Лейрия. Численность населения — 1,8 тыс. жителей (посёлок), 7,9 тыс. жителей (муниципалитет). Посёлок и муниципалитет входит в экономико-статистический регион Центр и субрегион Пиньял-Интериор-Норте. По старому административному делению входил в провинцию Бейра-Литорал.
Покровителем посёлка считается Корасан-ди-Жезуш (порт. Coração de Jesus).
Праздник посёлка — 13 июня.

## Расположение
Посёлок расположен в 36 км на северо-восток от адм. центра округа г. Лейрия.
Муниципалитет граничит:
- на севере — муниципалитет Ансьян
- на северо-востоке — муниципалитет Фигейро-душ-Виньюш
- на юго-востоке — муниципалитет Феррейра-ду-Зезери
- на юго-западе — муниципалитет Орен
- на западе — муниципалитет Помбал

## Население
| Население муниципалитета Алваязери (1801—2004) | Население муниципалитета Алваязери (1801—2004) | Население муниципалитета Алваязери (1801—2004) | Население муниципалитета Алваязери (1801—2004) | Население муниципалитета Алваязери (1801—2004) | Население муниципалитета Алваязери (1801—2004) | Население муниципалитета Алваязери (1801—2004) | Население муниципалитета Алваязери (1801—2004) | Население муниципалитета Алваязери (1801—2004) |
| ---------------------------------------------- | ---------------------------------------------- | ---------------------------------------------- | ---------------------------------------------- | ---------------------------------------------- | ---------------------------------------------- | ---------------------------------------------- | ---------------------------------------------- | ---------------------------------------------- |
| 1801                                           | 1849                                           | 1900                                           | 1930                                           | 1960                                           | 1981                                           | 1991                                           | 2001                                           | 2004                                           |
| 3477                                           | 6426                                           | 11 936                                         | 12 870                                         | 13 583                                         | 10 510                                         | 9306                                           | 8438                                           | 8112                                           |

## История
Поселок основан в 1200 году.

## Районы
В муниципалитет входят следующие районы:
1. Алмоштер
2. Алваязери
3. Масанш-де-Каминью
4. Масанш-де-Дона-Мария
5. Пелма
6. Пусуш
7. Регу-да-Мурта